# Unione Sportiva Pergocrema 1932 2009-2010
Questa voce raccoglie le informazioni riguardanti l'Unione Sportiva Pergocrema 1932 nelle competizioni ufficiali della stagione 2009-2010.

## Rosa
| N. |                    | Ruolo | Calciatore             |
| -- | ------------------ | ----- | ---------------------- |
|    | Italia (bandiera)  | P     | Pierluigi Brivio       |
|    | Italia (bandiera)  | P     | Simone Colombi         |
|    | Italia (bandiera)  | P     | Diego Manzoni          |
|    | Italia (bandiera)  | P     | Enrico Rossi Chauvenet |
|    | Italia (bandiera)  | D     | Leonardo Blanchard     |
|    | Italia (bandiera)  | D     | Arnaldo Bonfanti       |
|    | Italia (bandiera)  | D     | Andrea Federici        |
|    | Italia (bandiera)  | D     | Daniele Ghidotti       |
|    | Italia (bandiera)  | D     | Giuseppe Lolaico       |
|    | Italia (bandiera)  | D     | Francesco Pambianchi   |
|    | Italia (bandiera)  | D     | William Pianu          |
|    | Italia (bandiera)  | D     | Francesco Rossi        |
|    | Camerun (bandiera) | D     | Thomas Fabrice Som     |
|    | Italia (bandiera)  | D     | Federico Tobanelli     |
|    | Italia (bandiera)  | D     | Christian Trovò        |
|    | Italia (bandiera)  | D     | Marco Zaninelli        |

| N. |                       | Ruolo | Calciatore          |
| -- | --------------------- | ----- | ------------------- |
|    | Italia (bandiera)     | C     | Luca Bonometti      |
|    | Italia (bandiera)     | C     | Massimo Brambilla   |
|    | Italia (bandiera)     | C     | Riccardo Cazzola    |
|    | Italia (bandiera)     | C     | Niccolò Galli       |
|    | Italia (bandiera)     | C     | Alessandro Gherardi |
|    | Italia (bandiera)     | C     | Alex Guerci         |
|    | Italia (bandiera)     | C     | Andrea Marconi      |
|    | Italia (bandiera)     | C     | Mariano Romano      |
|    | Danimarca (bandiera)  | C     | Bo Storm            |
|    | Italia (bandiera)     | C     | Francesco Uliano    |
|    | Italia (bandiera)     | A     | Nicola Ferrari      |
|    | Italia (bandiera)     | A     | Lauro Florean       |
|    | Italia (bandiera)     | A     | Giuseppe Le Noci    |
|    | Italia (bandiera)     | A     | Michele Tarallo     |
|    | Portogallo (bandiera) | A     | Diogo Tavares       |

## Calciomercato

### Sessione estiva(dall'1/7 all'1/9)
| Acquisti | Acquisti             | Acquisti         | Acquisti          |
| R.       | Nome                 | da               | Modalità          |
| -------- | -------------------- | ---------------- | ----------------- |
| P        | Simone Colombi       | Atalanta         | prestito          |
| P        | Livio Girelli        | Montichiari      | fine prestito     |
| P        | Diego Manzoni        | Parma            | prestito          |
| D        | Arnaldo Bonfanti     | svincolato       | definitivo        |
| D        | Nicolò Brighenti     | Triestina        | prestito          |
| D        | Fabrizio Di Bella    | Livorno          | prestito          |
| D        | Antonello Flena      | Solbiatese       | definitivo        |
| D        | Denny Magnè          | Derthona         | definitivo        |
| D        | Francesco Pambianchi | Parma            | compartecipazione |
| D        | Aniello Panariello   | Empoli           | compartecipazione |
| D        | Fabio Pilleri        | Montichiari      | fine prestito     |
| D        | Christian Trovò      | Atalanta         | prestito          |
| D        | Federico Tobanelli   | Montichiari      | definitivo        |
| D        | Alessandro Volpini   | Derthona         | definitivo        |
| C        | Luca Bonometti       | Montichiari      | definitivo        |
| C        | Riccardo Cazzola     | Olbia            | definitivo        |
| C        | Niccolò Galli        | Parma            | compartecipazione |
| C        | Alessandro Gherardi  | Lecco            | definitivo        |
| C        | Bo Storm             | Heerenveen       | definitivo        |
| C        | Francesco Uliano     | Ascoli           | prestito          |
| A        | Alessandro Andreini  | Varese           | fine prestito     |
| A        | Lorenzo Crocetti     | Varese           | fine prestito     |
| A        | Lauro Florean        | Carrarese        | fine prestito     |
| A        | Giuseppe Le Noci     | Carpenedolo      | definitivo        |
| A        | Nicolò Pagano        | Casale Vidolasco | definitivo        |

| Cessioni | Cessioni            | Cessioni       | Cessioni          |
| R.       | Nome                | a              | Modalità          |
| -------- | ------------------- | -------------- | ----------------- |
| P        | Livio Girelli       | ???            |                   |
| P        | Diego Manzoni       | Parma          | definitivo        |
| P        | Danilo Russo        | Genoa          | fine prestito     |
| D        | Luigi Crisopulli    |                | svincolato        |
| D        | Claudio Finetti     |                | fine carriera     |
| D        | Antonello Flena     | Carpenedolo    | prestito          |
| D        | Matteo Gentili      | Atalanta       | fine prestito     |
| D        | Leonardo Muchetti   | Montichiari    | compartecipazione |
| D        | Aniello Panariello  | Viareggio      | prestito          |
| D        | Fabio Pilleri       | ???            |                   |
| D        | Andrea Quaresmini   | Montichiari    | definitivo        |
| D        | Stefano Ragnoli     | Darfo Boario   | definitivo        |
| D        | Alessandro Volpini  | Carrarese      | compartecipazione |
| C        | Giacomo Bonaventura | Atalanta       | fine prestito     |
| C        | Cristian Boscolo    |                | svincolato        |
| C        | Paolo Facchinetti   | Genoa          | fine prestito     |
| C        | Marco Garavelli     |                | svincolato        |
| C        | Paolo Pellegrini    | ???            |                   |
| C        | Filippo Sambugaro   | Piacenza       | prestito          |
| A        | Alessandro Andreini | Carpi          | definitivo        |
| A        | Christian Araboni   | Rodengo Saiano | definitivo        |
| A        | Luca Becchetti      | Montichiari    | compartecipazione |
| A        | Roberto Bonazzi     |                | fine carriera     |
| A        | Roland Ossouho      | Ancona         | prestito          |

### Tesseramento giocatori svincolati(dal 2/9 al 31/12)
| Acquisti | Acquisti        |
| R.       | Nome            |
| -------- | --------------- |
| D        | Marco Zaninelli |
| A        | Daniele Degano  |

### Sessione invernale(dal 7/1 all'1/2)
| Acquisti | Acquisti               | Acquisti    | Acquisti   |
| R.       | Nome                   | da          | Modalità   |
| -------- | ---------------------- | ----------- | ---------- |
| P        | Enrico Rossi Chauvenet | Monza       | definitivo |
| D        | Leonardo Blanchard     | Pescina VG  | prestito   |
| D        | Giuseppe Lolaico       | Potenza     | definitivo |
| D        | William Pianu          | Gallipoli   | definitivo |
| D        | Thomas Fabrice Som     | Pro Patria  | prestito   |
| C        | Mariano Romano         | Siena       | prestito   |
| A        | Nicola Ferrari         | AlbinoLeffe | definitivo |
| A        | Diogo Tavares          | Genoa       | prestito   |

| Cessioni | Cessioni          | Cessioni       | Cessioni      |
| R.       | Nome              | a              | Modalità      |
| -------- | ----------------- | -------------- | ------------- |
| D        | Nicolò Brighenti  | Triestina      | fine prestito |
| D        | Fabrizio Di Bella | Pescina VG     | prestito      |
| D        | Denny Magnè       | Lavagnese      | prestito      |
| A        | Valerio Anastasi  | Villacidrese   | prestito      |
| A        | Lorenzo Crocetti  | Bassano Virtus | prestito      |
| A        | Daniele Degano    | Crotone        | definitivo    |